# Bill Arnold
William Norris "Bill" Arnold, född 13 maj 1992, är en amerikansk professionell ishockeyspelare som spelar för Calgary Flames i NHL. Han har spelat på lägre nivåer för Boston College Eagles (Boston College) i NCAA och inom USA Hockey National Team Development Program.
Arnold draftades i fjärde rundan i 2010 års draft av Calgary Flames som 108:e spelare totalt.

## Statistik
| 2006–2007   | Boston Junior Bruins   | EmJHL       | 1   | 1  | 0  | 1   | 0   | — | — | — | — | — |
| 2007–2008   | Boston Junior Bruins   | EmJHL       | 4   | 3  | 5  | 8   | 4   | — | — | — | — | — |
| 2008–2009   | Nobles Prep            | USHS        | 29  | 28 | 27 | 55  |     | — | — | — | — | — |
|             | Boston Little Bruins   |             | 33  | 26 | 21 | 47  | 24  | — | — | — | — | — |
| 2009–2010   | USNTDP Juniors         | USHL        | 26  | 8  | 15 | 23  | 20  | — | — | — | — | — |
|             | U.S. National U18 Team | USDP        | 64  | 20 | 31 | 51  | 50  | — | — | — | — | — |
| 2010–2011   | Boston College Eagles  | NCAA        | 39  | 10 | 10 | 20  | 38  | — | — | — | — | — |
| 2011–2012   | Boston College Eagles  | NCAA        | 42  | 17 | 19 | 36  | 46  | — | — | — | — | — |
| 2012–2013   | Boston College Eagles  | NCAA        | 38  | 17 | 18 | 35  | 40  | — | — | — | — | — |
| 2013–2014   | Calgary Flames         | NHL         | 1   | 0  | 0  | 0   | 0   | — | — | — | — | — |
|             | Boston College Eagles  | NCAA        | 40  | 14 | 39 | 53  | 51  | — | — | — | — | — |
| NHL totalt  | NHL totalt             | NHL totalt  | 1   | 0  | 0  | 0   | 0   | — | — | — | — | — |
| NCAA totalt | NCAA totalt            | NCAA totalt | 159 | 58 | 86 | 144 | 175 | — | — | — | — | — |